# Turrella (gastrópode)
Turrella é um gênero de gastrópodes pertencente a família Clathurellidae.

## Espécies
- Turrella asperrima Laseron, 1954
- Turrella crassa Laseron, 1954
- Turrella gracilis Laseron, 1954
- Turrella granulosissima (Tenison-Woods, 1879)
- Turrella letourneuxiana (Crosse & P. Fischer, 1865)
- Turrella morologus (Hedley, 1922)
- Turrella subcostata Laseron, 1954
- Turrella tenuilirata (Angas, 1871)